# Fuente del Arco
Fuente del Arco és un municipi de la província de Badajoz a la comunitat autònoma d'Extremadura, a la comarca de Campiña Sur, molt proper a la província de Sevilla.

## Economia
La seva economia es basa principalment en l'agricultura (oliverars) i ramaderia. Fins a principis del segle xx havia una explotació de ferro en la Mina La Jayona la qual tenia emprat a un gran nombre de persones. A més fins a mitjans del segle xx era un nus ferroviari important on confluïen la xarxa ferroviària de via ampla i via estreta.